# Ulriken Eagles
Pour les articles homonymes, voir Eagles (homonymie).
Les Ulriken Eagles sont un club norvégien de basket-ball basé à Bergen. Le club appartient à la BLNO soit le plus haut niveau du championnat norvégien. Son nom vient du mont Ulriken.

## Historique
Le club est né en 1970.

## Palmarès
- Champion de Norvège : 1994, 1999, 2000, 2007